# Europastraße 314
Die Europastraße 314 (Abkürzung: E 314) ist eine Europastraße, die die Städte Löwen und Aachen verbindet. Sie beginnt am Autobahndreieck Heverlee und verläuft durch Belgien , die Niederlande  und Deutschland  bis zum Autobahnkreuz Aachen. 

## Städte an der E314
- Löwen
- Genk
- Heerlen
- Aachen
- Elsdorf
- Kerpen
- Frechen
- Köln